# Красовський Степан Якимович
Степан Якимович Красовський (7 (20) серпня 1897 — 21 квітня 1983) — радянський білоруський військовий діяч, маршал авіації (1959), Герой Радянського Союзу (1945). Професор (1960). Депутат Верховної Ради УРСР 2-го скликання. Член Центральної ревізійної комісії КПРС в 1961—1966 роках. Перший почесний громадянин міста Бровари.

## Біографія
Народився 7(20) серпня 1897 року в селі Глухи Могильовської губернії (тепер Биховського району Могильовської області, Республіка Білорусь) у селянській родині. У 1915 році закінчив вище початкове училище у місті Бихові. Працював у Селецькому поштовому відділенні Могильовської губернії.
З травня 1916 р. — у російський імператорській армії. Служив у Сибірському запасному полку (Псковська губернія), закінчив радіотелеграфні курси Західного фронту у місті Мінську. З грудня 1916 року — начальник радіостанції авіаційного загону 20-го армійського корпусу, з березня 1917 року — начальник радіостанції 25-го корпусного авіаційного загону Західного фронту. Учасник Першої світової війни, унтерофіцер.
З жовтня 1917 р. — у Червоній гвардії. У грудні 1917 року у складі авіазагону переведений в місто Єфремов Тульської губернії, де в лютому 1918 року добровольцем зарахований до Червоної Армії.
Член РКП(б) з 1918 року.
Учасник громадянської війни: з літа 1918 року — на Західному фронті, у жовтні 1918 — травні 1920 — авіамоторист і військовий комісар 33-го авіазагону на Східному фронті; у травні 1920 — жовтні 1921 — військовий комісар і одночасно льотчик-спостерігач 1-го Азербайджанського авіазагону і ВПС 11-ї армії Кавказького фронту у місті Баку.
Після громадянської війни продовжував службу у військово-повітряних силах (ВПС) на комісарських посадах. З 1923 року — комісар 47-го зведеного авіазагону у місті Баку. З 1924 року — військовий комісар 14-го авіаційного загону у місті Москві, незабаром переформованого в 30-ту авіаційну ескадрилью імені Червоної Москви. З 1926 року — начальник авіапарку у Москві.
У 1927 році закінчив курси удосконалення командного складу ВПС при Військово-повітряній академії імені Жуковського у Ленінграді.
З листопада 1927 року — командир та військовий комісар 3-го авіазагону Московського військового округу у місті Іваново-Вознесенську, з березня 1934 року — командир 253-ї штурмової авіаційної бригади Ленінградського військового округу. У 1935 році направлений на навчання.
У 1936 році закінчив оперативний факультет Військово-повітряної академії імені Жуковського.
З грудня 1936 року — командир 147-ї швидкісної штурмової авіаційної бригади Ленінградського військового округу. З червня 1937 року — командувач 1-го авіаційного корпусу Ленінградського військового округу, з квітня 1938 року — начальник 7-го бригадного авіаційного району Ленінградського військового округу, з жовтня 1938 року — начальник району авіаційного базування у місті Мурманську і заступник командувача ВПС 13-ї армії.
Учасник радянсько-фінської війни. У 1939 — 1940 р. — командувача ВПС 14-ї армії і одночасно — командир Мурманської авіаційної бригади. З січня 1940 року — заступник командувача ВПС 14-ї армії з бомбардувальної авіації.
З березня 1940 року — начальник Краснодарського військового авіаційного училища, з січня 1941 року — помічник командувача ВПС Північно-Кавказького військового округу з військово-навчальних закладів.
З червня 1941 — командувач Військово-повітряних сил (ВПС) Північно-Кавказького військового округу.
Учасник радянсько-німецької війни. З жовтня 1941 року — командувач ВПС 56-ї армії Південного фронту. З січня 1942 року командував ВПС Брянського фронту. У травні — жовтні 1942 — командувач 2-ї повітряної армії на Брянському і Воронезькому фронтах. У листопаді 1942 року призначений командувачем 17-ї повітряної армії на Сталінградському і Південно-Західному фронтах. З березня 1943 року знову командував 2-ю повітряною армією.
До травня 1947 року продовжував командувати 2-ю повітряною армією, яка дислокувалася в Австрії. З травня 1947 року — командувач ВПС Далекого Сходу. З вересня 1951 року по серпень 1952 року був головним військовим радником Народно-визвольної армії Китаю з військово-повітряних сил.
У серпні 1952 — червні 1953 року — командувач ВПС Московського військового округу. У червні 1953 — квітні 1955 року — командувач ВПС Північно-Кавказького військового округу. У квітні 1955 — квітні 1956 року — командувач 26-ї повітряної армії (Білоруський військовий округ).
У квітні 1956 — травні 1968 року — начальник Червонопрапорної Військово-повітряної академії.
З жовтня 1968 року — у відставці. У липні 1970 року рішенням Політбюро ЦК КПРС і Ради Міністрів СРСР відновлений у кадрах Збройних Сил, призначений військовим інспектором-радником в Групі генеральних інспекторів Міністерства оборони СРСР.
Проживав у Москві. Похований у селищі Моніно Московської області.

## Увічнення пам'яті
В Броварах, в період до 2015 року була вулиця названа в його честь.

## Звання
- Комбриг (4.12.1935)
- Генерал-майор авіації (4.06.1940)
- Генерал-лейтенант авіації (20.12.1942)
- Генерал-полковник авіації (4.02.1944)
- Маршал авіації (8.05.1959)

## Нагороди
- Герой Радянського Союзу (29.05.1945)
- Шість орденів Леніна (6.04.1945, 29.05.1945)
- Орден Жовтневої Революції
- Чотири ордени Червоного Прапора (23.11.1942, 3.11.1944)
- Орден Суворова 1-го ст. (19.08.1944)
- Орден Суворова 2-го ст. (27.08.1943)
- Орден Кутузова 1-го ст. (29.05.1944)
- Орден Богдана Хмельницького 1-го ст. (10.01.1944)
- Орден Червоної Зірки
- Орден «За службу Батьківщині у Збройних Силах СРСР» 3-го ст.
- Польський орден «За військову доблесть»
- Чехословацький орден Білий Лев «За перемогу» 1-го ст. (1969)
- Медалі